# Daphne Zuniga
Daphne Eurydice Zuniga (Berkeley, 28 de outubro de 1962) é uma atriz estadunidense. Ela é mais conhecida por ter participado dos premiados seriados Melrose Place, como a personagem Jo Reynolds, e One Tree Hill, como Victoria Davis, além de no cinema como a Princesa Vespa na comédia Spaceballs e Margo em Modern Girls. Também interpretou Alisson Bradbury na comédia romântica The Sure Thing de 1985 (no Brasil, Garota Sinal Verde e em Portugal, A Coisa Certa) e Laurie Rorbach no clássico Filme Gross Anatomy de 1989 (Um Médico Irreverente na versão brasileira).